# پشه‌های پشکل
پشه‌های پشگل (نام علمی: Scatopsidae) نام یک تیره از زیرراسته نخ‌شاخان است.